# Classification fonctionnelle de la New York Heart Association
La classification fonctionnelle de la New York Heart Association (NYHA) offre un moyen simple de classer l'étendue de l'insuffisance cardiaque. Il classe les patients dans l'une des quatre catégories en fonction de leur degré de limitation pendant l'activité physique ; les limitations/symptômes concernent la normalité de la respiration et divers degrés d'essoufflement et/ou d'angine de poitrine.
Elle date de 1928, alors qu'aucune mesure de la fonction cardiaque n'était possible, pour permettre aux médecins de communiquer avec des critères précis. Malgré les difficultés à le mettre en pratique, comme le défi de classer systématiquement les patients en classe II ou III en raison de l'importance de la capacité fonctionnelle pour le résultat, la capacité fonctionnelle reste probablement le marqueur pronostique le plus important à utiliser au quotidien dans le diagnostic et le traitement de l'insuffisance cardiaque. Avec le temps, le système de classification a évolué et a été mis à jour plusieurs fois. Actuellement, la neuvième édition de la classification NYHA utilisée dans la pratique clinique a été publiée en 1994 par le comité des critères de l'American Heart Association, New York City Affiliate.
| Classe NYHA | Symptômes |
| ----------- | --- |
| I           | Aucune limitation de l'activité physique. L'activité physique ordinaire ne provoque pas de fatigue excessive, de palpitations, de dyspnée (essoufflement).            |
| II          | Légère limitation de l'activité physique. Confortable au repos. L'activité physique ordinaire se traduit par de la fatigue, des palpitations, de la dyspnée.          |
| III         | Limitation marquée de l'activité physique. Confortable au repos. Une activité moins qu'ordinaire provoque de la fatigue, des palpitations ou de la dyspnée.           |
| IV          | Incapable d'exercer une activité physique sans inconfort. Symptômes d'insuffisance cardiaque au repos. Si une activité physique est entreprise, l'inconfort augmente. |

Une autre classification fonctionnelle des maladies cardiovasculaires fréquemment utilisée est la classification de l' angine de poitrine de la Société canadienne de cardiologie.